# Le Carton (film)
Pour les articles homonymes, voir Le Carton et Carton.
Pour plus de détails, voir Fiche technique et Distribution.
Le Carton est un film français, réalisé par Charles Nemes, sorti sur les écrans le 6 octobre 2004. Il s'agit de l'adaptation de la pièce de théâtre homonyme.

## Synopsis
Antoine, étudiant un peu tête en l'air, est réveillé par son propriétaire qui lui rappelle qu'il doit vider les lieux avant 13 heures. Il ne veut pas perdre sa caution et décide d'ameuter tous ses amis. Mais ceux-ci se révéleront particulièrement encombrants.

## Fiche technique
- Titre : Le Carton
- Réalisation : Charles Nemes
- Scénario : Clément Michel et Sébastien Fechner, d'après la pièce de théâtre homonyme de Clément Michel
- Photographie : Gilles Henry
- Musique : William Geslin, Dominique Gauriaud
- Producteur : Sébastien Fechner
- Genre : comédie
- Durée : 88 minutes
- Date de sortie : 6 octobre 2004

## Distribution
- Vincent Desagnat : Antoine
- Bruno Salomone : Vincent
- Cécilia Cara : Alice
- Omar Sy : Lorenzo
- Fred Testot : David
- Armelle Deutsch : Marine
- Émilie Chesnais : Emilie Rodier
- Michaël Youn : Loïc
- Clément Michel : Edgar
- Djamel Bouras : Didier
- Vincent Azé : José
- Jean-Guy Fechner : Henri
- Catherine Benguigui : La concierge